# ねこの看護師 ラディ
『ねこの看護師 ラディ』（ねこのかんごし ラディ）は、2016年5月31日に講談社から出版された渕上 サトリーノ（作）・上杉 忠弘（絵）による子供向け絵本。ポーランドの動物保護シェルターで暮らす黒猫が起こした実話をもとに描かれた作品シリーズの一つ。

## 概要
ペットとして飼育されていた黒い猫。2015年、飼い主に虐待されて瀕死の状態だったところを、ポーランドの地方都市ブィドゴシュチュの動物保護施設で保護された。担当医師も諦めていたほどの重症だったが、徐々に回復し、奇跡的に一命を取り留めた。その後、一時的に保護施設内で飼育していた際、入所してくる他の保護動物を看護する仕草を見せ、それによって動物たちが「人間への不信感が減る」「快方に向かう」「落ち着く」など、改善が見られたことで話題となり、世界中のメディアが報道した。当時、ポーランドで人気のテレビドラマシリーズに登場する黒猫が、非常に人気があったこともあり、動物保護施設のスタッフがラドメネスと呼んでいたこともあり、その愛称である「ラディ」がタイトルに起用された。ラドメネスは現在も元気に暮らしている。

## 出版
実話をもとに描かれた作品。動物保護施設支援のために出版が進められ、この輪は欧州全域に広がっている。著名なイラストレーターである上杉忠広による初の国内絵本。過去にデンマークで出版歴がある。上杉は、2009年公開の映画『コララインとボタンの魔女』ではコンセプトアートを担当し、第37回アニー賞最優秀美術賞を受賞した。この部門での日本人の受賞は初めてのことであり、世界的に知られている。現在次のシリーズを執筆中である。フランス語、中国語、スペイン語 など数カ国語に翻訳され、現在も翻訳言語は増え続けている。

## キャラクター
ラディ
黒い猫。飼い主に虐待されて瀕死の状態だったところを、少年に救われ、動物保護施設で保護される。
少年
空き地で瀕死の状態のラディを見つけ、必死に保護施設に運んだ。